# Список глав правительства Закавказья
Список глав правительства Закавказья включает таковых с момента создания в регионе государственного образования в составе Российской республики 15 (28) ноября 1917 года до упразднения образованной в 1922 году Закавказской СФСР 5 декабря 1936 года.
На момент упразднения главой правительства союзной республики являлся Председатель Совета народных комиссаров ЗСФСР (арм. ԱՍՖԽՀ Ժողովրդական կոմիսարների խորհրդի նախագահ, азерб. ZSFŞC Xalq Komissarları Şurasinin sədri, груз. ასფსრ სახალხო კომისართა საბჭოს თავმჯდომარე). Согласно утверждённой 13 декабря 1922 года Конституции ЗСФСР, Совет народных комиссаров являлся высшим исполнительным и распорядительным органом в республике, избирался Закавказским ЦИКом (перед чем был всецело ответствен) и рассматривал декреты и постановления, вносимых как отдельными народными комиссариатами, так и ЦИКами и их Президиумами республик, входивших в состав ЗСФСР.
Геополитически Закавказье, или Южный Кавказ (азерб. Cənubi Qafqaz, арм. Հարավային Կովկաս, груз. სამხრეთი კავკასია), определяется как регион, расположенный на границе Восточной Европы и Передней Азии, лежащий к югу от Главного, или Водораздельного хребта Большого Кавказа.
Использованная в первом столбце таблиц нумерация является условной; также условным является использование в первом столбце цветовой заливки, служащей для упрощения восприятия принадлежности лиц к различным политическим силам без необходимости обращения к столбцу, отражающему партийную принадлежность. Для удобства список разделён на принятые в историографии периоды истории стран региона. Приведённые в преамбулах к каждому из разделов описания этих периодов призваны пояснить особенности политической жизни Закавказья. До 18 апреля (1 мая) 1918 года, когда Закавказье перешло на григорианский календарь, также приведены юлианские даты.

## Закавказье (1917—1918)
Закавказье — государственное образование, существовавшее на территории Кавказского края в период Первой мировой войны с 15 (28) ноября 1917 года до 9 (22) апреля 1918 года — провозглашения независимости Закавказской Демократической Федеративной Республики (ЗДФР).
9 (22) марта 1917 года Временное правительство России, появившееся после Февральской революции, приняло постановление об образовании из закавказских депутатов Государственной думы IV созыва Особого Закавказского комитета (ОЗАКОМа) под председательством Василия Харламова. 11 (24) ноября на совещании представителей политических сил региона было принято решение о создании «независимого правительства Закавказья»; 15 (28) ноября был создан Закавказский комиссариат — коалиционное правительство под председательством Евгения Гегечкори, являвшееся на тот момент высшим органом власти в Закавказье; в тот же день ОЗАКОМ сложил свои полномочия по управлению краем. В своей деятельности комиссариат опирался на работу Армянского, Грузинского и Центрального закавказского мусульманского национальных советов, координацию которых осуществлял Межнациональный совет во главе с Ноем Рамишвили. 18 ноября (1 декабря) была принята декларация «К народам Закавказья», согласно которой полномочия комиссариата носили временный характер. 5 (18) декабря в Эрзинджане между Османской империей и Закавказским комиссариатом (совместно с Михаилом Пржевальским) было заключено перемирие.
30 января (12 февраля) 1918 года турецкие войска, воспользовавшиеся распадом фронта, нарушили условия Эрзинджанского перемирия и вторглись в Армению. 10 (23) февраля из депутатов, избранных во Всероссийское Учредительное собрание от Закавказья, комиссариат созвал парламент — Закавказский сейм (во главе с Николаем Чхеидзе). Сейм отказался признавать условия подписанного 18 февраля (3 марта) Брестского мирного договора, согласно которому советские войска выводились с оккупированной османской территории. В ходе Трапезундской мирной конференции, проходившей 1 (14) марта — 31 марта (13 апреля), турецкой делегацией был выдвинут ультиматум с требованием провозглашения Закавказьем независимости и принятия условий Брестского мира. По истечении срока ультиматума турецкие войска в апреле перешли в наступление на Грузию и Армению. 13 (26) марта сейм упразднил комиссариат и сформировал Закавказское правительство; 9 (22) апреля выполнил основное требование Османской империи — объявить о независимости Закавказской Демократической Федеративной Республики (ЗДФР), — и в тот же день предложил правительству возобновить переговоры с Турцией.
|          | Портрет            | Имя (годы жизни)                                                        | Полномочия          | Полномочия                               | Партия                                           | Наименование должности                  | Пр.           |
| Начало   | Портрет            | Имя (годы жизни)                                                        | Окончание           |                                          | Партия                                           | Наименование должности                  | Пр.           |
| -------- | ------------------ | ----------------------------------------------------------------------- | ------------------- | ---------------------------------------- | ------------------------------------------------ | --------------------------------------- | ------------- |
| 1 (I—II) |                    | Евгений Петрович Гегечкори (1881—1954) груз. ევგენი პეტრეს ძე გეგეჭკორი | 15 (28) ноября 1917 | 13 (26) марта 1918                       | Российская социал-демократическая рабочая партия | Председатель Закавказского комиссариата | [ 30 ] [ 31 ] |
| 1 (I—II) | 13 (26) марта 1918 | Евгений Петрович Гегечкори (1881—1954) груз. ევგენი პეტრეს ძე გეგეჭკორი | 9 (22) апреля 1918  | Председатель Закавказского правительства | Российская социал-демократическая рабочая партия |                                         | [ 30 ] [ 31 ] |

## ЗДФР (1918)
Закавказская Демократическая Федеративная Республика — государство, существовавшее с 9 (22) апреля (провозглашения независимости от России) до 26 мая 1918 года — распада на независимые Грузию, Азербайджан и Армению.
9 (22) апреля 1918 года Закавказский сейм выполнил основное требование Османской империи — объявить о независимости Закавказской Демократической Федеративной Республики (ЗДФР) и в тот же день предложил правительству возобновить переговоры с Турцией; 13 (26) апреля было сформировано правительство из 13 министров, включая председателя Акакия Чхенкели. Опасаясь возможного ослабления своего влияния в Закавказье, Германия потребовала от турецкого командования прекратить дальнейшее продвижение. 14 (27) апреля Германия с Турцией подписали секретное соглашение о разделе сфер влияния в регионе, по которому к последней отходили уже занятые ею территории (включавшие часть Грузии и Армении), а остальная часть региона входила в сферу интересов Германии.
15 (28) апреля 1918 года Османская империя признала независимость ЗДФР и объявила место проведения будущих переговоров — Батум. 14 мая Национальный совет Грузии начал сепаратные переговоры с представителями Германии. В ходе Батумской мирной конференции, проходившей 11—26 мая, возникли разногласия между представителями закавказской делегации: грузинские меньшевики достигли двухсторонней договорённости с Германией, а мусаватисты — с Турцией, что предрешило распад ЗДФР. 26 мая Закавказский сейм, признав факт распада федерации, объявил о своём роспуске, и в тот же день было провозглашено создание Грузинской Демократической Республики, а 28 мая объявили о независимости Азербайджан и Армения.
|        | Портрет | Имя (годы жизни)                                                    | Полномочия          | Полномочия  | Партия                                           | Наименование должности                   | Пр.           |
| Начало | Портрет | Имя (годы жизни)                                                    | Окончание           |             | Партия                                           | Наименование должности                   | Пр.           |
| ------ | ------- | ------------------------------------------------------------------- | ------------------- | ----------- | ------------------------------------------------ | ---------------------------------------- | ------------- |
| 2      |         | Акакий Иванович Чхенкели (1874—1959) груз. აკაკი ივანეს ძე ჩხენკელი | 13 (26) апреля 1918 | 26 мая 1918 | Российская социал-демократическая рабочая партия | Председатель Закавказского правительства | [ 40 ] [ 41 ] |

## ФСССРЗ, ЗСФСР (1922—1936)
Закавказская Социалистическая Федеративная Советская Республика — первоначально — государство, образованное как ФСССРЗ 12 марта 1922 года, после — вошедшая в состав СССР 30 декабря того же года и упразднённая 5 декабря 1936 года союзная республика.
К 1922 году в закавказских республиках была установлена советская власть: в Азербайджане в апреле 1920 года, в Армении в ноябре 1920 года и в Грузии в марте 1921 года. 12 марта 1922 года советские Грузия, Армения и Азербайджан подписали договор о создании Федеративного Союза Социалистических Советских Республик Закавказья (ФСССРЗ). 13 декабря на I Всекавказском съезде Советов ФСССРЗ был преобразован в Закавказскую Социалистическую Федеративную Советскую Республику (ЗСФСР) и принята Конституция, по которой высшим законодательным органом власти являлся Центральный исполнительный комитет (ЦИК), а исполнительным — Совет народных комиссаров (СНК). Закавказский ЦИК, в отличие от других советский республик, возглавляли сопредседатели от трёх республик. 30 декабря ЗСФСР вошла в состав СССР.
5 декабря 1936 года на чрезвычайном VIII Всесоюзном съезде Советов была принята новая Конституция СССР, в которой были отражены упразднение ЗСФСР, новое название Азербайджана, Армении и Грузии и их вхождение в состав СССР на правах союзных республик.
|        | Портрет        | Имя (годы жизни)                                                                 | Полномочия     | Полномочия | Партия                                       | Наименование должности | Пр.           |
| Начало | Портрет        | Имя (годы жизни)                                                                 | Окончание      | | Партия                                       | Наименование должности | Пр.           |
| ------ | -------------- | -------------------------------------------------------------------------------- | -------------- | --- | -------------------------------------------- | --- | ------------- |
| 3 (I)  |                | Мамия Дмитриевич Орахелашвили (1881—1937) груз. ივანე დიმიტრის ძე ორახელაშვილი   | 16 января 1923 | 14 апреля 1925 | Коммунистическая партия (большевиков) Грузии | Председатель Закавказского Совета народных комиссаров арм. Անդրկովկասի Ժողովրդական կոմիսարների խորհրդի նախագահ азерб. زاقافقاسیا خلق قومیسارلاری شوراسنڭ سدری груз. ამიერკავკასიის სახალხო კომისართა საბჭოს თავმჯდომარე | [ 48 ] [ 49 ] |
| 3 (I)  | 14 апреля 1925 | Мамия Дмитриевич Орахелашвили (1881—1937) груз. ივანე დიმიტრის ძე ორახელაშვილი   | 9 июня 1927    | Председатель Совета народных комиссаров ЗСФСР арм. ԱՍՖԽՀ Ժողովրդական կոմիսարների խորհրդի նախագահ азерб. زس ف ش ج خلق قومیسارلاری شوراسنڭ سدری / ZSFŞC Xalq Komissarları Şurasinin sədri груз. ასფსრ სახალხო კომისართა საბჭოს თავმჯდომარე | Коммунистическая партия (большевиков) Грузии | | [ 48 ] [ 49 ] |
| 4      |                | Шалва Зурабович Элиава (1883—1937) груз. შალვა ზურაბის ძე ელიავა                 | 9 июня 1927    | Председатель Совета народных комиссаров ЗСФСР арм. ԱՍՖԽՀ Ժողովրդական կոմիսարների խորհրդի նախագահ азерб. زس ف ش ج خلق قومیسارلاری شوراسنڭ سدری / ZSFŞC Xalq Komissarları Şurasinin sədri груз. ასფსრ სახალხო კომისართა საბჭოს თავმჯდომარე | Коммунистическая партия (большевиков) Грузии | 29 января 1931 | [ 50 ] [ 51 ] |
| 3 (I)  |                | Мамия Дмитриевич Орахелашвили (1881—1937) груз. ივანე დიმიტრის ძე ორახელაშვილი   | 29 января 1931 | Председатель Совета народных комиссаров ЗСФСР арм. ԱՍՖԽՀ Ժողովրդական կոմիսարների խորհրդի նախագահ азерб. زس ف ش ج خلق قومیسارلاری شوراسنڭ سدری / ZSFŞC Xalq Komissarları Şurasinin sədri груз. ასფსრ სახალხო კომისართა საბჭოს თავმჯდომარე | Коммунистическая партия (большевиков) Грузии | 12 ноября 1931 | [ 48 ] [ 49 ] |
| 5      |                | Газанфар Махмуд-оглы Мусабеков (1888—1938) азерб. Qəzənfər Mahmud oğlu Musabəyov | 12 ноября 1931 | Председатель Совета народных комиссаров ЗСФСР арм. ԱՍՖԽՀ Ժողովրդական կոմիսարների խորհրդի նախագահ азерб. زس ف ش ج خلق قومیسارلاری شوراسنڭ سدری / ZSFŞC Xalq Komissarları Şurasinin sədri груз. ასფსრ სახალხო კომისართა საბჭოს თავმჯდომარე | 5 декабря 1936                               | Коммунистическая партия (большевиков) Азербайджана | [ 52 ] [ 53 ] |